# Apospasta iodea
Apospasta iodea là một loài bướm đêm trong họ Noctuidae.